# Heinrich Rose
Heinrich Rose (Berlino, 6 agosto 1795 – Berlino, 27 gennaio 1864) è stato un mineralogista e chimico tedesco, famoso per i suoi lavori di chimica analitica e per aver riscoperto il niobio.

## Vita
Heinrich Rose nacque nel 1795 da una famiglia di commercianti e studiosi. Il fratello Gustav sarebbe diventato un famoso mineralogista. Heinrich ebbe una formazione iniziale come farmacista. Arruolatosi come volontario, arrivò a Parigi nel 1815 a seguito dell'esercito. A Parigi fu in contatto con Louis Nicolas Vauquelin, Joseph Louis Gay-Lussac, Jean-Baptiste Biot e Claude Louis Berthollet. Rose entrò poi in una farmacia a Jelgava, dove la conoscenza di Theodor Grotthus lo convinse a studiare chimica più a fondo. Nel 1819 si recò a Stoccolma da Jöns Jakob Berzelius, sotto la cui guida fece i suoi primi studi scientifici sperimentali. Nel 1821 ottenne il titolo di dottore a Kiel. Poco dopo, nel 1822 ottenne l'abilitazione chimica. Nel 1832 fu nominato professore straordinario, e professore ordinario di chimica a Berlino il 31 agosto 1835. Nel 1830 fu eletto membro straniero della Accademia Reale Svedese delle Scienze. Nel 1832 diventò membro dell'Accademia prussiana delle scienze. Morì di polmonite nel 1864.

## Ricerche
Seguendo l'influenza di Berzelius, che Rose venerò come un modello irraggiungibile, si occupò principalmente di chimica inorganica, e in particolare di analitica. Convinto dell'importanza dell'insegnamento, fondò il primo laboratorio didattico della Germania.
Nel 1846 riscoprì l'elemento chimico niobio, dimostrando che era differente dal tantalio. Questo confermò che Charles Hatchett aveva scoperto il niobio nel minerale columbite. Hatchett aveva chiamato "columbio" il nuovo elemento, dal nome del minerale che conteneva niobio e tantalio. Rose lo rinominò niobio da Niobe, figlia di Tantalo nella mitologia greca. Dopo circa un secolo di controversia sul nome, nel 1950 la IUPAC decise di adottare ufficialmente il nome di niobio. Nel 1845 Rose pubblicò la scoperta di un nuovo elemento, il pelopio, che aveva isolato dal minerale tantalite. Dopo ulteriori ricerche si trovò però che il pelopio era una miscela di tantalio e niobio.

## Pubblicazioni
Le ricerche di Rose sono descritte in circa 180 articoli su riviste specialistiche.
Rose scrisse anche un manuale di chimica analitica. La prima edizione, inizialmente pensata solo per principianti, apparve nel 1829. Il testo fu a poco a poco ampliato e tradotto in inglese e in francese. L'ultima, sesta edizione uscì a Parigi dall'editore Victor Masson.